# 토요다 미노루
토요다 미노루(일본어: とよ田みのる 도요다 미노루[*], 1971년 ~ )는 도쿄 출신의 만화가이다. 도쿄조형대학 졸업 후 만화에 뜻을 품고 업계에 입문, 2002년 단편 '러브로마'가 고단샤 '애프터눈 사계상' 대상을 수상한 것이 계기가 되어 본격적인 만화가 활동을 시작했다. 여느 동세대 작가들과는 분명하게 선을 긋는 개성적인 필치와 독특한 감성의 소유자로서 독자들뿐만 아니라 여러 동료 작가들 사이에서도 평판이 높다. 대표작으로 '러브로마', 'FLIP-FLAP', '친구 100명 사귈 수 있을까' 등이 있다.

## 작품
러브로마 (ラブロマ) (전 5권, 세미콜론)

FLIP-FLAP (전 1권)

친구 100명 사귈 수 있을까 (友達100人できるかな) (전 5권)